# Rue Gozlin
La rue Gozlin est une voie du 6e arrondissement de Paris, en France.

## Situation et accès
La rue Gozlin est une voie publique située dans le 6e arrondissement de Paris. Elle débute au 2, rue des Ciseaux et se termine au 43, rue Bonaparte.

## Origine du nom
Elle porte le nom de l'évêque Gozlin, abbé de Saint-Germain-des-Prés au IXe siècle et défenseur de Paris.

## Historique

### Avant la seconde partie duXIXesiècle
La rue Gozlin est connue jusqu'au milieu du XIXe siècle sous le nom de rue Sainte-Marguerite (ou Sainte-Marguerite-Saint-Germain pour la différencier de la rue Sainte-Marguerite du quartier Saint-Antoine, actuelle rue Trousseau),. Cette voie longeait le sud de l'enclos de l'abbaye entre :
- à l'ouest, le carrefour Saint-Benoît (disparu), situé au croisement de la rue Taranne (disparue), de la rue de l'Égout (disparue) et de la rue Saint-Benoît ;
- à l'est la place Sainte-Marguerite (renommée place Gozlin en 1864) qui se trouvait au croisement de la rue du Four, de la rue de l'Échaudé et de la rue de Buci et où se trouvait la prison de l'abbaye, au Petit Marché.

Elle apparait en 1312 sous le nom de « rue Madame-la-Valence ». Mais elle est supprimée en 1368 quand l'abbé Richard de Laitre fait creuser un fossé autour de l'enclos de l'abbaye de Saint-Germain-des-Prés. 
Le 1er juillet 1635, les religieux et leur abbé concluent une transaction prévoyant le comblement du fossé et l'ouverture d'une rue de quatre toises de largeur qui est dénommée « rue Sainte-Marguerite ». Homologuée par un arrêt du Parlement de Paris en date du 26 février 1637, l'opération est immédiatement réalisée. Vers 1690 est érigée sur la rue une porte, dite porte major ou porte Sainte-Marguerite, pour permettre l'accès à l'enclos de l'abbaye. En 1715, une rue est créée entre cette porte et le portail sud de l'église, la Petite-rue Sainte-Marguerite, renommée rue d'Erfurth à partir de 1807.

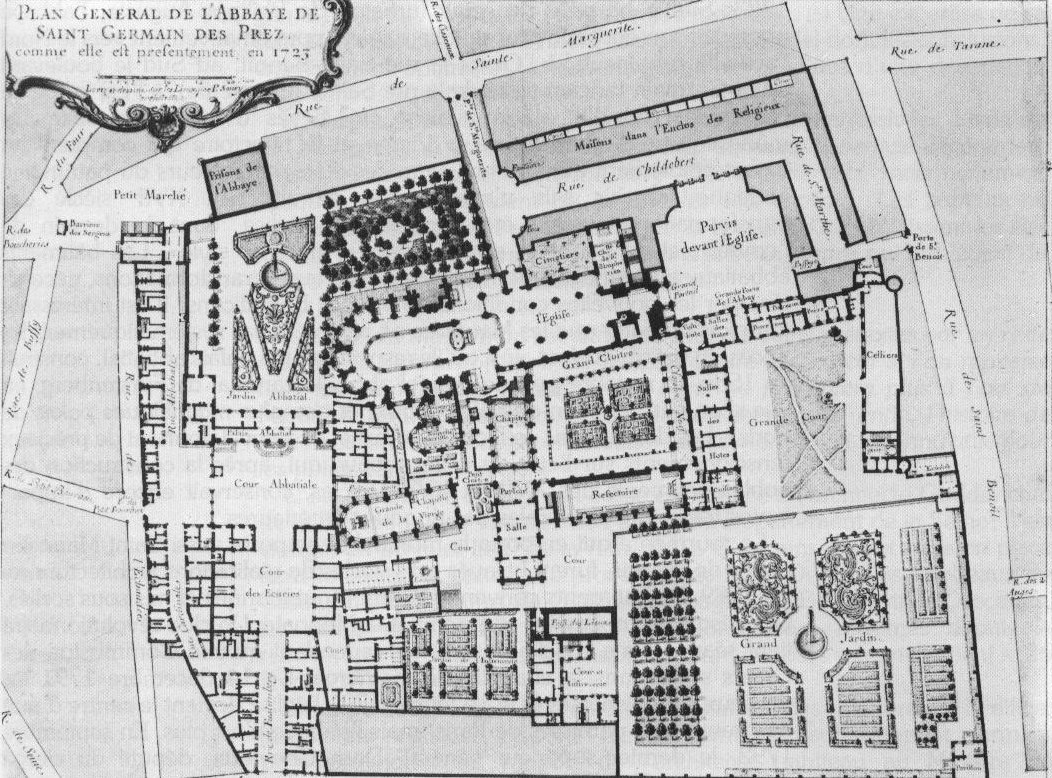
La rue sur un plan de l'abbaye en 1723.
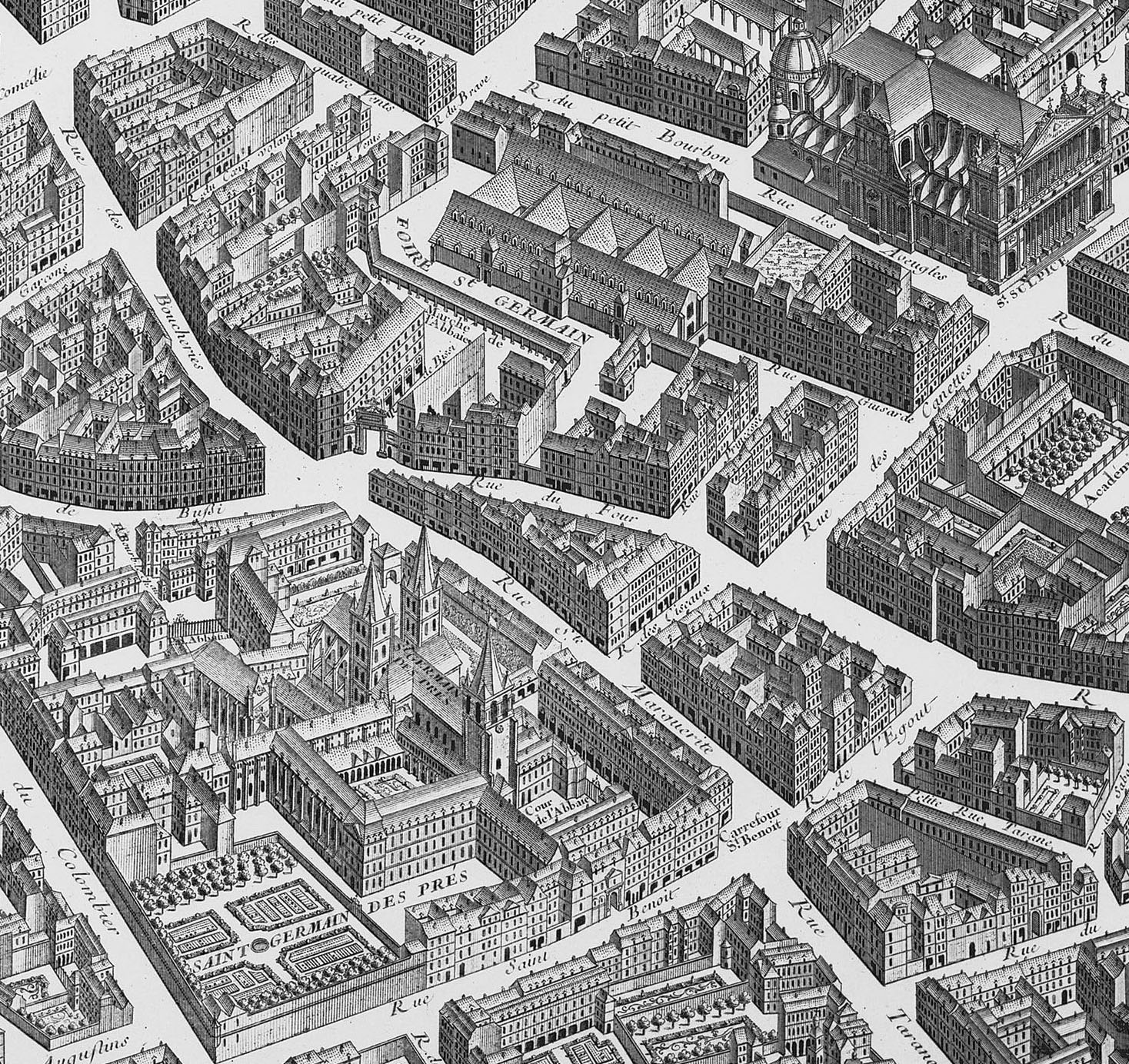
La rue sur le plan de Turgot.

La largeur minimum de la rue Sainte-Marguerite est fixée à 10 m par une décision ministérielle du 2 messidor an VIII (21 juin 1800) et une ordonnance royale du 29 avril 1839. Par décret du 24 août 1864, la rue est renommée « rue Gozlin ».

### Depuis la seconde partie duXIXesiècle
Une ordonnance royale du 7 septembre 1845 ordonne le prolongement de la rue Saint-Germain-des-Près entre la place Saint-Germain-des-Prés et place Saint-Sulpice. Cette voie, renommée en 1852 rue Bonaparte, traverse la rue Gozlin. Des immeubles à pans coupés sont construits à chaque angle. 
Le 28 juillet 1866, est publié un décret qui déclare d'utilité publique le prolongement de la rue de Rennes jusqu'au quai Conti. Le même jour, est publié un second décret prévoyant le prolongement du boulevard Saint-Germain entre le boulevard Saint-Michel et le quai d'Orsay. 
La partie à l'ouest de la rue Bonaparte est supprimée. La partie située entre la rue des Ciseaux et la place Gozlin devait être totalement supprimée. Finalement, cette partie a été en partie absorbée par le boulevard Saint-Germain et les immeubles entre les numéros 141 et le 147 ont été conservés (le numéro 143 ayant été reconstruit, mais on conservant l'alignement). La place Jacques-Copeau en est le résultat.
Tous les immeubles à l'ouest de la rue d'Erfurth et de la rue Bonaparte sont démolis d'octobre à décembre 1867.
Dans la partie conservée de la rue, tous les immeubles au nord de la rue sont reconstruits légèrement plus au nord que les immeubles précédents. La rue Gozlin devait également être agrandie vers le sud en reprenant l'alignement de l'immeuble à angle sud-est de la rue Bonaparte. La section sud de rue des Ciseaux devait également être élargie. Finalement, les immeubles côté sud entre les actuels numéros 1 et 7 sont conservés et le léger décrochement entre le numéro 7 et l'immeuble à angle sud-est de la rue Bonaparte est la seule trace de ce plan,.
Le quadrilatère compris entre les rues de l'Échaudé, Gozlin, Saint-Benoît et Jacob marque les limites l'enclos de l'abbaye de Saint-Germain-des-Prés.

## Bâtiments remarquables et lieux de mémoire
Au numéro 3 se trouve la Librairie Paul Jammes.
Le photographe Louis-Auguste Bisson a habité au no 16.